# Интимак (Панфіловський район)
Интима́к (каз. Ынтымақ) — село у складі Панфіловського району Жетисуської області Казахстану. Входить до складу Атамекенського округу.
Населення — 1141 особа (2021; 968 у 2009, 924 у 1999, 733 у 1989).
До 2018 року село називалось Нижній Піджим.